# Toktu
Toktu – (bułg. Токту) chan protobułgarski, panujący przez ok. rok między 766 a 767 r. Nie jest jasne, z jakiego pochodził rodu. 
T. Wasilewski datuje panowanie Toktu na rok 767, J. Andrejew, I. Łazarow i P. Pawłow proponują przełom 766 i 767 roku, a G. Ostrogorski ustala je na lata 767–772.
Ucieczka zagrożonego przez opozycję bojarską chana Sabina do Konstantynopola doprowadziła do walk wewnętrznych pomiędzy probizantyjskim Umarem i stronnikami rodu Ukil, a stronnictwem wojennym na którego czele stanął Toktu. W walkach tych Toktu odniósł zwycięstwo pokonując Umara. Sam jednak w niedługim czasie podzielił jego los. Został obalony przez wyprawę cesarza Konstantyna V Kopronima. Tron cesarz oddał probizantyjsko zorientowanemu Paganowi. Według dokumentów historycznych chan schronił się wśród plemion, których siedziby znajdowały się na północ od Dunaju.